# ALCS
Authors' Licensing and Collecting Society (ALCS) — авторское общество, британская организация по управлению правами писателей. Общество гарантирует авторские отчисления писателям за любое их произведение, скопированное, находящееся в трансляции или в записи. Общество функционирует в Великобритании с 1977 года. К 2015 году организация распределила авторам средств на сумму более 350 млн фунтов стерлингов. К концу 2015 года в ней состояло свыше 89 000 членов.

## История
Организация ALCS была основана в 1977 году после долгой кампании писателей Великобритании за право авторов получать вознаграждения при использовании их произведений. Зарегистрированное 23 марта 1977 года общество было призвано этим заниматься.
ALCS управляет платежами для британских писателей из Австрии, Бельгии, Чехии, Голландии, Эстонии, Франции, Германии и Ирландии. С этими странами у общества имеются двухсторонние соглашения.

## Цели и операции
Организация ALCS представляет интересы всех британских писателей и стремится обеспечить им справедливое вознаграждение за любые их произведения, которые копируются, транслируются или записываются.
Миссия организация посвящена защите и поощрению прав авторов. Она поощряет создание коллективных схем лицензирования, где это уместно, гарантирует, что сборы, полученные в результате таких схем распределяются среди его членов; формирует понимания значения вклада писателей в развитие общества. Организация также собирает платежи за использование отрывков из литературных произведений на телевидении и радио. Для описания таких платежей используется термин «малые литературные права».
Организация ALCS от имени авторов продает лицензии и собирает лицензионные отчисления для авторов. Лицензии дают право на ксерокопирование произведений, сканирование и кабельную ретрансляцию в Великобритании и на международном уровне. ALCS, в согласованных условиях, разрешает или запрещает осуществление авторских прав, взимает плату за использование произведений и возмещение убытков за их неправомерное использование. Организация ALCS работает в тесном сотрудничестве с другими писательскими организациями, такими как Гильдия писателей Великобритании.
С момента своего создания в 1977 году, организация ALCS раздала более 400 миллионов фунтов стерлингов авторам, а в 2014—2015 финансовом году заплатила £30 млн 70 000 писателям.
Сбор за ксерокопирование, сканирование и цифровое копирование в настоящее время составляет около 65 % от дохода ALCS. Это доход от лицензий, выданных Агентством по лицензированию авторских прав (CLA), созданным совместно с ALCS. CLA предлагает ряд вариантов лицензирования для предприятий, учебных заведений и государственных учреждений для обеспечения авторов надлежащими вознаграждениями, когда их произведения копируются или сканируются.
Являясь авторитетом в вопросах авторских прав и интересов авторов, организация ALCS привержена созданию осведомленности по интеллектуальной собственности среди сообщества писателей. Она отслеживает вопросы, затрагивающие авторское право в Великобритании на международном уровне и выпускает регулярные отчеты от имени писателей Великобритании и Европейской Комиссии.

## Управление
Организацией ALCS управляет совет из 10 директоров, большинство из которых являются писателями. Совет директоров несет ответственность за работу общества.